# Hist, hvor vejen slår en bugt
"Hist, hvor vejen slår en bugt" er en dansk sang skrevet af H.C. Andersen, oprindeligt som digt i 1829, men med færdiggjort melodi af J. C. Gebauer i 1846. H.C. Andersen skrev sangen samme år som han debuterede litterært. "Hist, hvor vejen slår en bugt" handler om det nære mellem mennesker; "Moderen", "barnet" og "katten" i "et hus så smukt" set i et romantisk skær, men alligevel er det med et glimt i øjet, idet Andersen føjer "...og så vid’re" til romantikken.

## Baggrund
H.C. Andersen blev inspireret til "Hist, hvor vejen slår en bugt" af et ophold ved Ejlstrup og Munkerodgyden cirka 7 km vest for det centrale Odense. Digteren var på vej til sin moster for at hente æg, da han stoppede ved Ejlstrupvej 60, hvor der lå et gammelt bindingsværkshus. Det er sandsynligt, at Andersen har fået øje på en mor med et barn ved huset, for oprindeligt hed hans digt "Moderen med barnet". Digtet fremstår både positivt og romantisk. H.C. Andersen skrev et brev (1830) til salmedigteren B.S. Ingemann, hvor han fortæller om sommeren 1829:
"Sidste sommer var mig én af de interesanteste i mit Liv jeg gjorte en Tour med Dampskibet til Møen, havde saagar en Storm undervejs og laa Natten over på Søen; jeg var i Vordingborg og Nestved, og opholdt mig hele 3 Uger i Fyhn, og 3 Uger her i Sjælland ved Tiissøe; af smaae Digte der fremkom ved disse vandringer finder De mellem Digtene disse 1) Graat-Veir 2) Vandrer Liv 3) Klintekorset på Møen 4) Moderen med barnet 5) Aftenlandskab; af hvilke jeg anser Graat-Veir for at være det bedste, men det må det sagtens være, da jeg havde det næsten daglig for Øie …"
H.C. Andersen var generelt meget begejstret for sin hjemegn, Fyn. Landskaberne og bindingsværksidyllen fik ham til at karakterisere øen overfor sine venner: "Fyn er Danmarks have"

## Indspilninger
Sangen har været indspillet i et utal af versioner. Den er blandt andet indspillet af en række nyere sangere på plader rettet mod børn på Pa-Papegøje!, hvor den synges af Sebastian, på Glemmebogen for børn med Kim Larsen & Kjukken. Sangere som Mogens Wieth, Tina Kiberg, Poul Bundgaard og Eddie Skoller samt en række kor har ligeledes indspillet sagen.

### Shu-bi-duas version
Den danske poprockgruppe Shu-bi-dua valgte i 2005 at lave et hyldestalbum til Andersen med titlen Shu-bi-dua 18 i anledning af 200-års-dagen for digterens fødsel. Albummets afslutningssang er "Hist, hvor vejen slår en bugt", hvor bandet i lighed med "Midsommersangen" har beholdt den oprindelige tekst, men lavet en ny melodi. Der er tillige en reference til H.C. Andersens sang på nummeret "Familien kom til kaffe" (fra Shu-bi-dua 13) i Michael Bundesens indtalte mellemstykke mellem to omkvæd. Nummeret er det eneste på 18'eren, hvor bandet ikke selv har lavet teksten. Shu-bi-dua-versionen er indspillet i country-stil og er samtidigt det danske bands allersidste studienummer i en karriere over fire årtier. "Hist, hvor vejen slår en bugt" har så vidt vides aldrig været spillet live til Shu-bi-duas koncerter.